# キール市電
キール市電（ドイツ語: Straßenbahn Kiel）は、かつてドイツの都市・キールに存在した路面電車。1881年に開通した馬車鉄道を起源に持ち、1896年に電化が行われたが、1985年までに全線が廃止された。その後、2022年に再度キール市内に路面電車を建設する計画が決定しており、2030年代以降順次新規の路線が開通する予定である。

## 歴史

廃止当日のキール市電
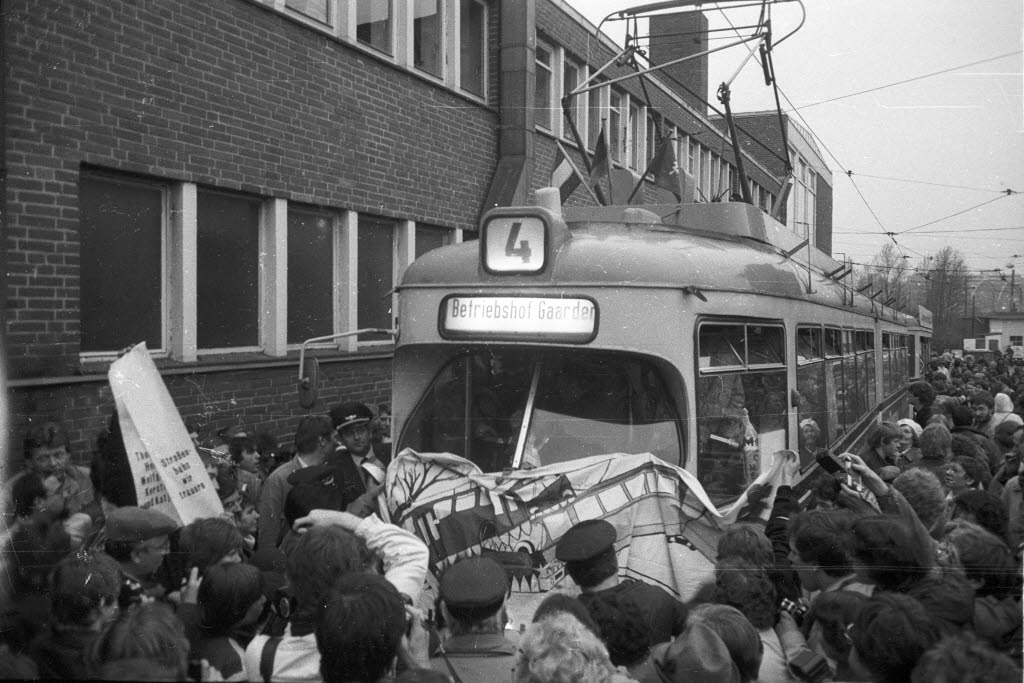
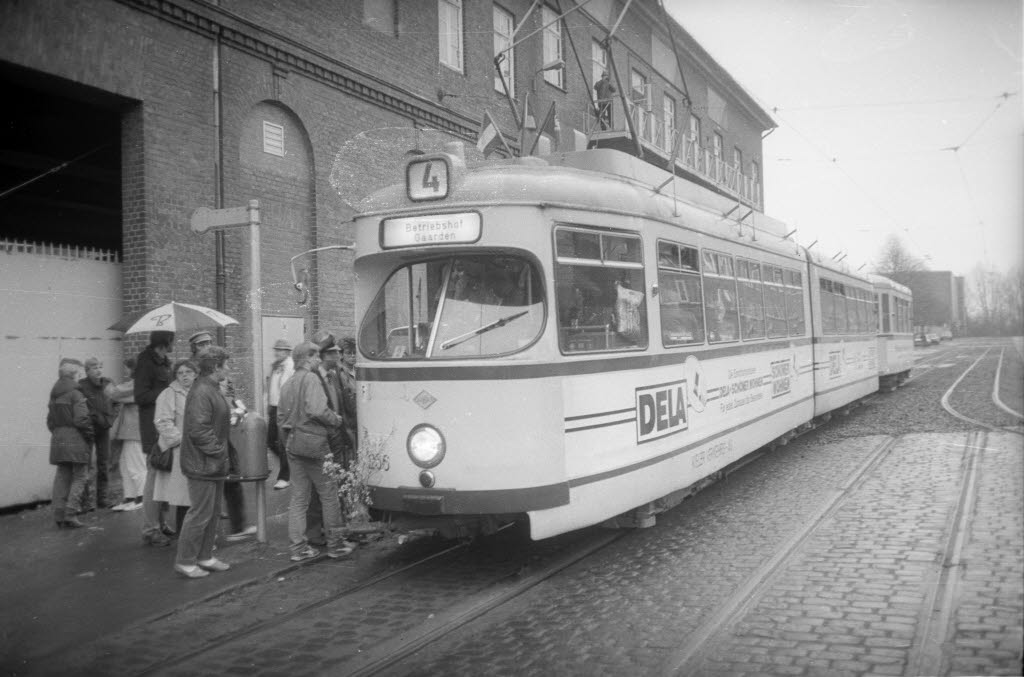
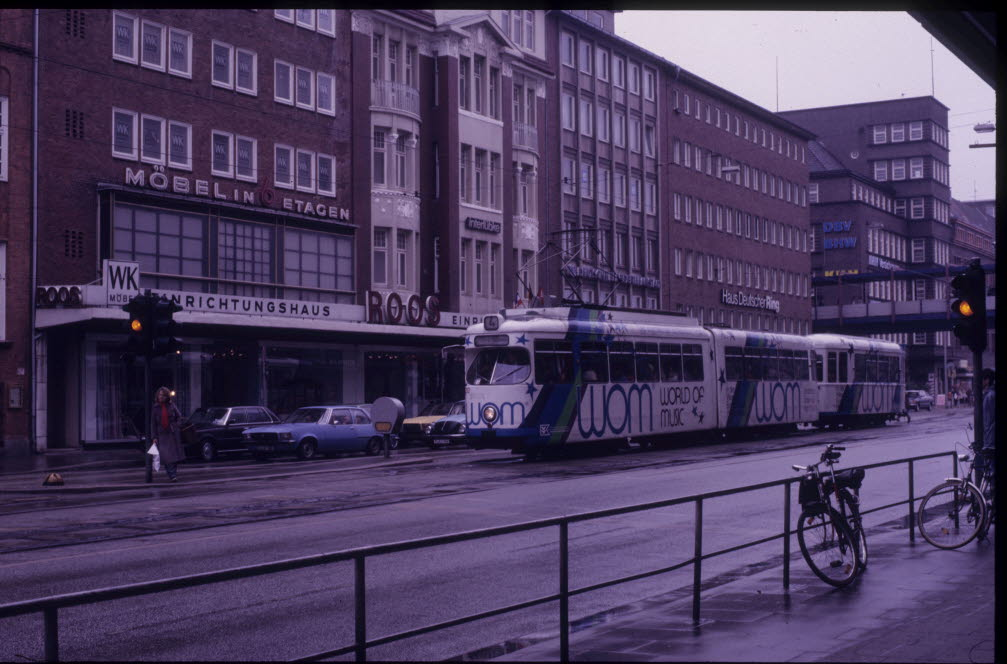
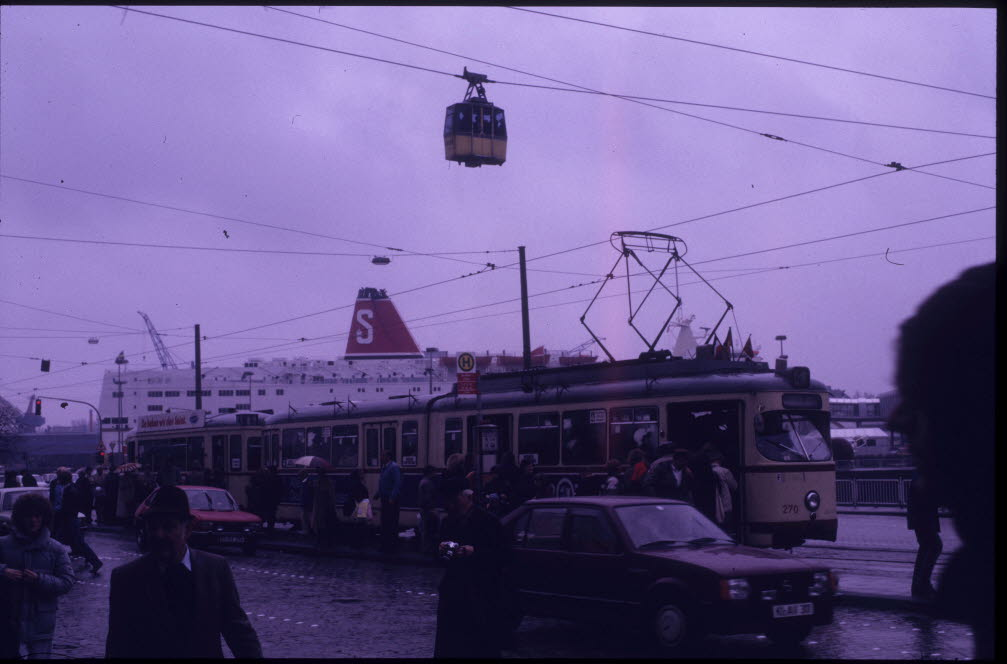

キール市内における最初の軌道交通は、1881年7月9日に開通した軌間1,100 mmの馬車鉄道であった。この路線はキール鉄軌道会社（Straßen- und Eisenbahn-Gesellschaft）によって運営され、1892年には全長7.2 kmの路線網に達した。その後、更なる収益性向上を目的に路線の拡張に加えて電化が計画されたが、同社はそれらに必要な資金を調達できず、代わりに1894年に電機メーカーのAEGがキール市内で路面電車を建設・運営する認可を受け、キール鉄軌道会社は1895年にAEGの子会社であるアルゲマイネ郊外・路面電車会社（Allgemeinen Lokal- und Straßenbahn-Gesellschaft、ALOKA）に買収された。以降同社は路面電車の建設を続け、1896年5月2日に営業運転を開始した。同年中に全区間の電化が完了した一方、軌間は1,100 mmのまま維持された。

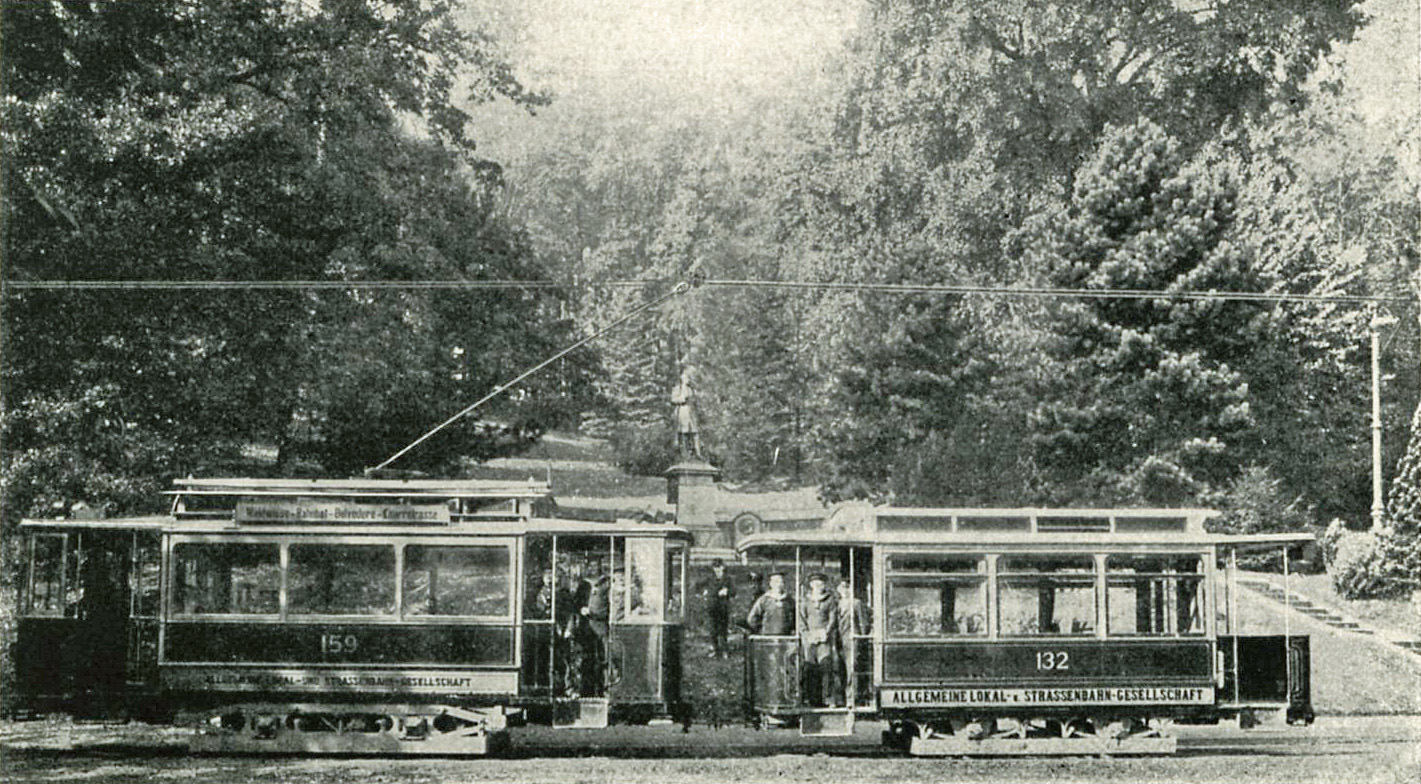
電化初期のキール市電（1900年撮影）

その後、軍港都市として発展を続けるキールの人口増加に合わせて路面電車網は拡大し、1910年時点で8系統（1 - 5、7 - 9号線）を有する路線網がキール市内に広がっていた。以降も各系統の延伸が続いた他、車両増加に合わせた車庫の増設も行われた。第二次世界大戦中、キール市電の運営権はALOKAからキール市が所有するキール交通株式会社（Kieler Verkehrs AG、KVAG）へ移管された一方で、列車の運営は困難なものとなり、一部区間の廃止や系統数の減少などの措置が取られた。そして空襲によって線路や施設、車両に大きな被害が生じた事で運休を余儀なくされ、終戦後の1945年7月20日に運行が再開されて以降はこれらの復旧が行われた。

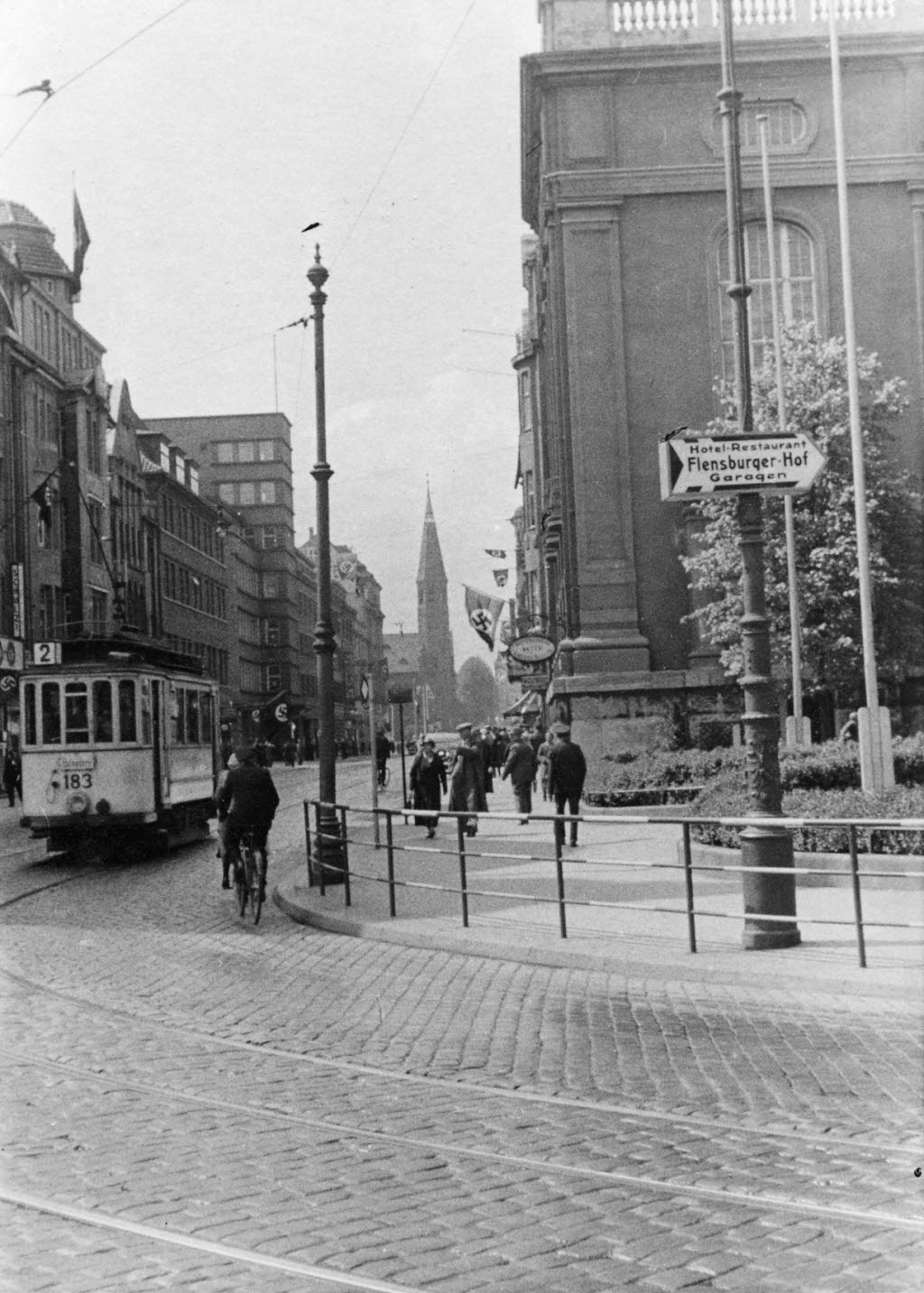
1930年代のキール市電（1936年撮影）
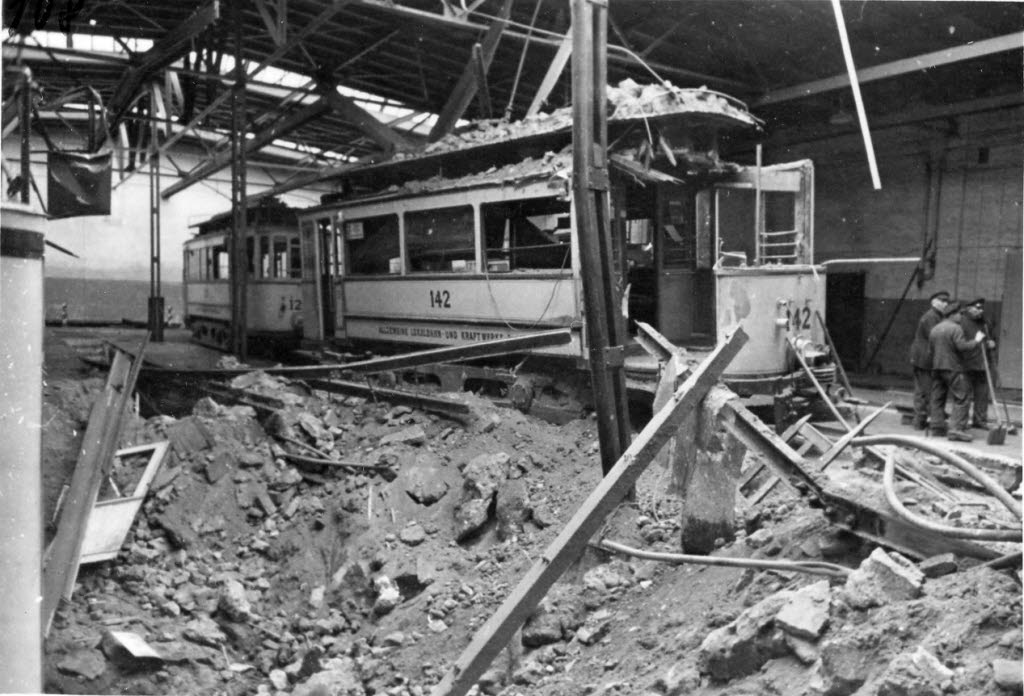
戦争による被害を受けたキール市電の車庫（1941年撮影）
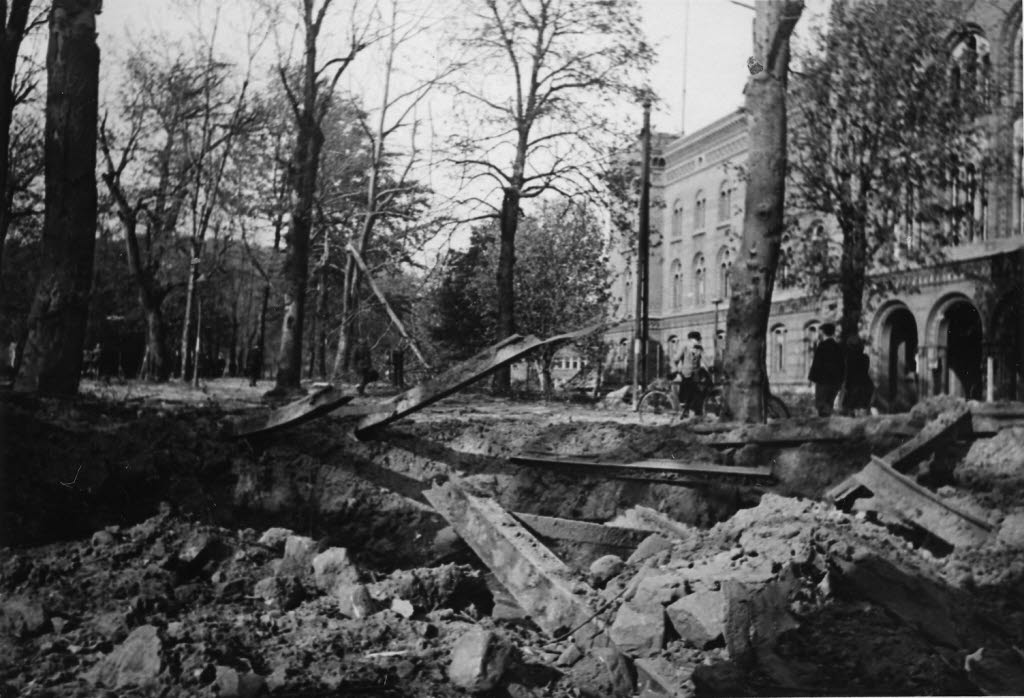
空襲の被害を受けたキール市内（1944年撮影）

1950年代以降のキール市電は当時の西ドイツの中でいち早く車掌業務の廃止を進め、1952年から順次ワンマン運転の導入が行われたほか、1967年までに全車に無線が搭載され信用乗車方式への転換が実施された。また、これに合わせて1953年から1956年の間にワンマン運転に対応した7両の2軸車、通称「ストランペルマックス（Strampelmax）」の製造がキール市電の車両基地で実施された。一方で1950年と1955年には延伸が実施され、5系統（1 - 4・7号線）からなるキール市電の路線網は1955年の時点で戦後最大規模に達した。既存の路線網についても都市計画に合わせた線路の移設、折り返し用のループ線の新設などが行われた。

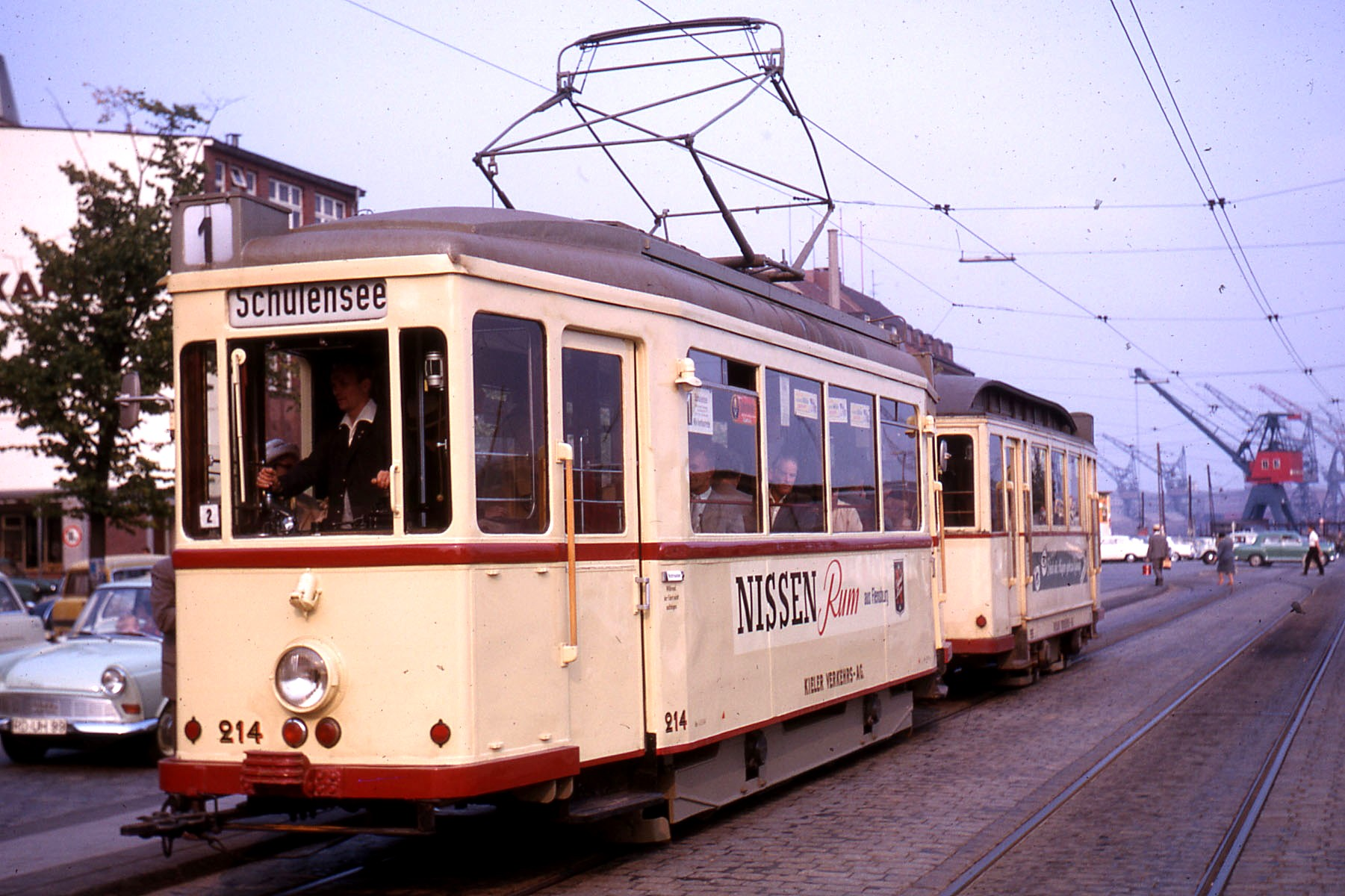
キール市電の2軸車（1964年撮影）
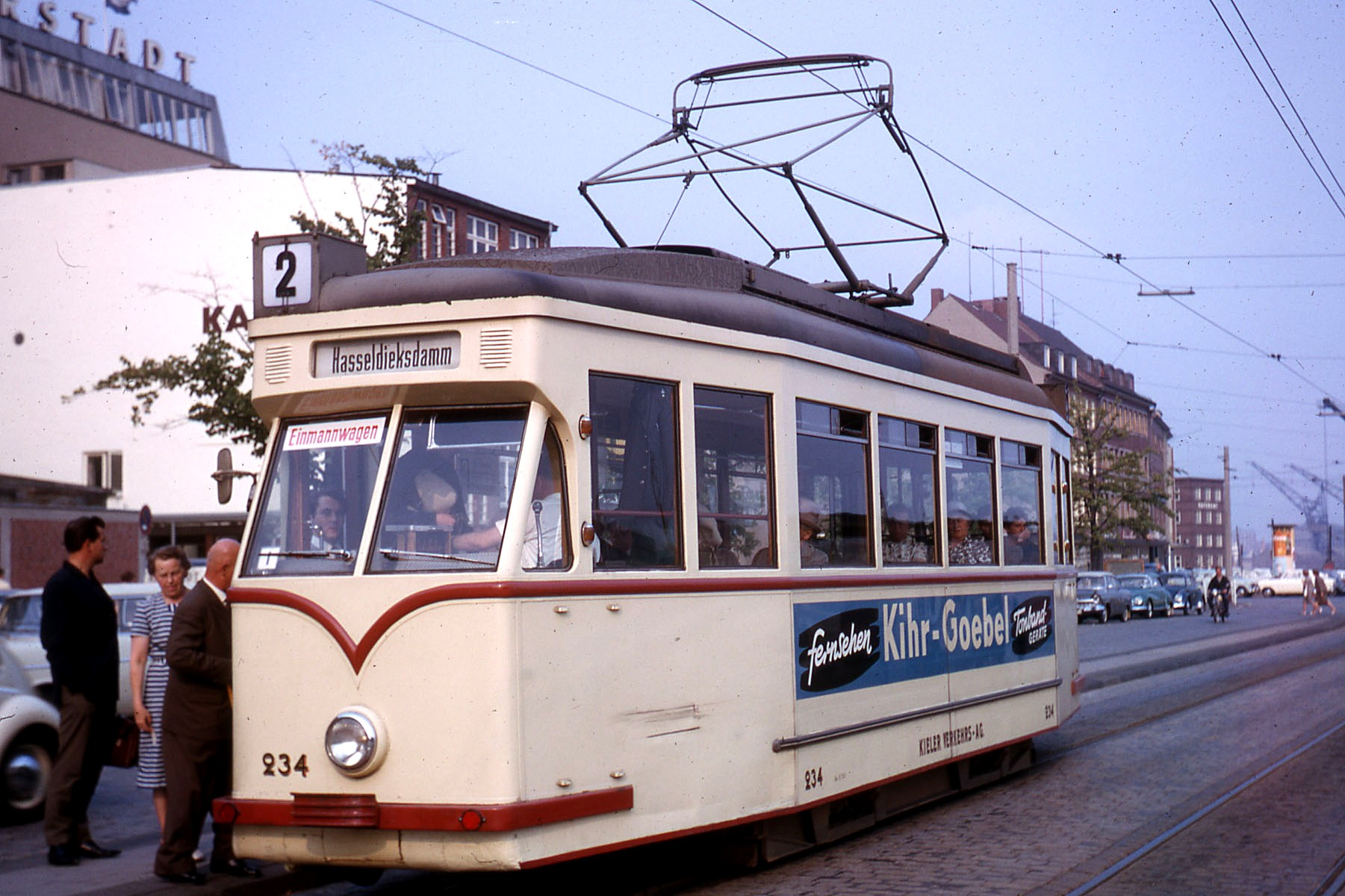
キール市電の車両基地で製造された「ストランペルマックス」（1964年撮影）

その後、1957年から1958年にかけてデュワグ製のボギー車（241 - 252）が導入された他、1960年から1961年には2車体連接車（261 - 275）の導入も実施された（デュワグカー (キール市電)も参照）。そして同年には廃止されたリューベック市電（リューベック）から戦後製の2軸車も譲受し、車両の近代化が図られた。1963年時点で一部系統において最短3分間隔という高頻度運転が実施され、同年には一部車庫の拡張・近代化も行われたキール市電であったが、それに先立つ1959年には2号線の一部区間が廃止され、バスに置き換えられた。

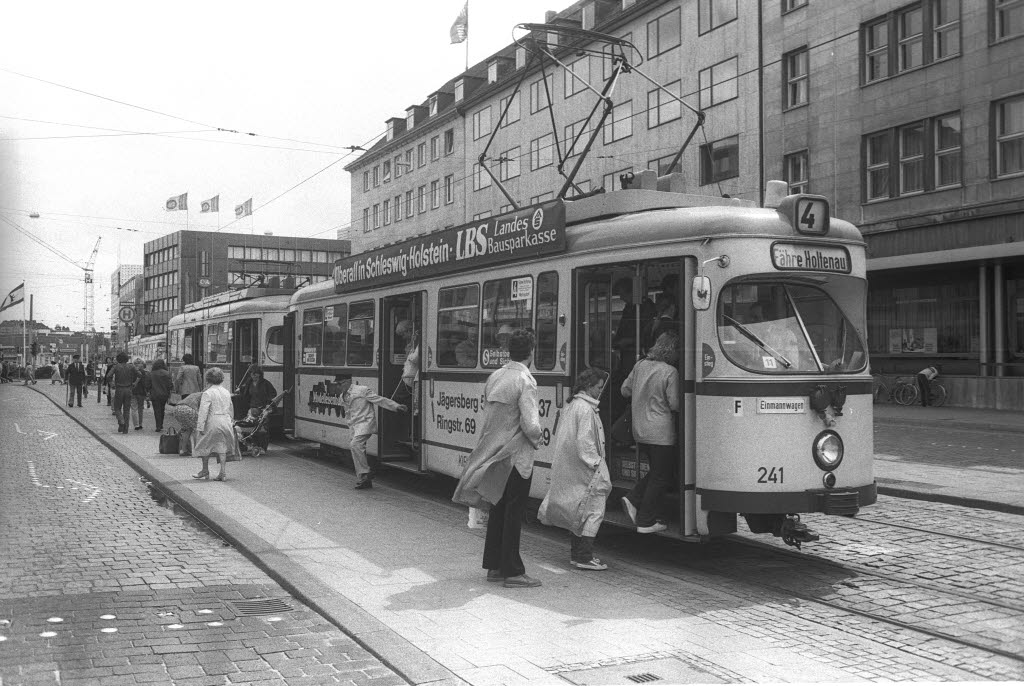
2両編成を組むボギー車（1981年撮影）
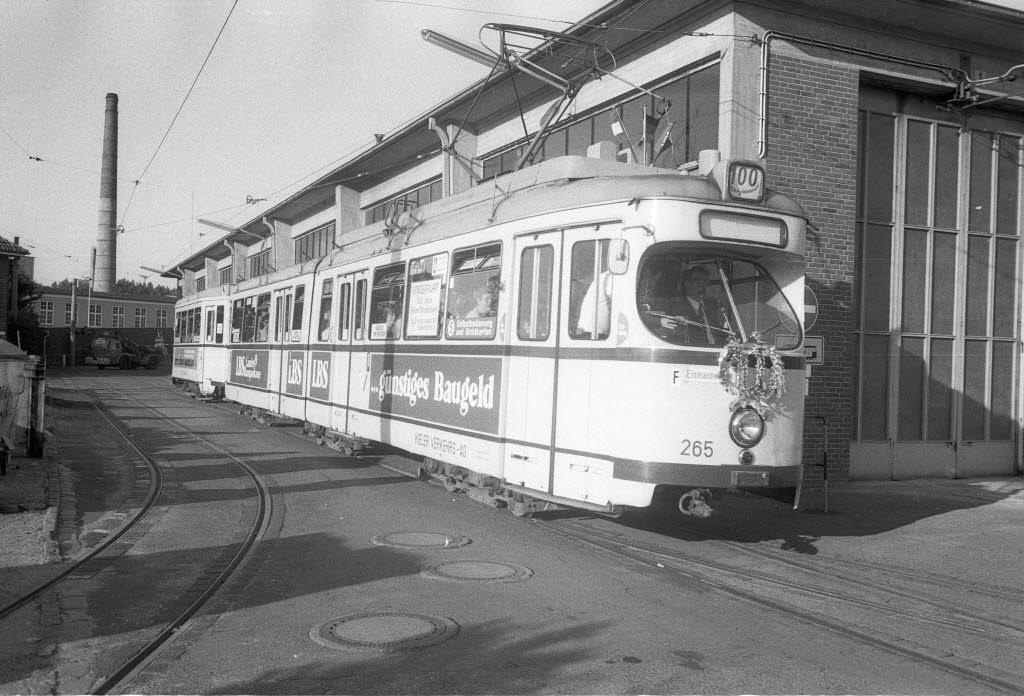
デュワグ製の連接車（1981年撮影）
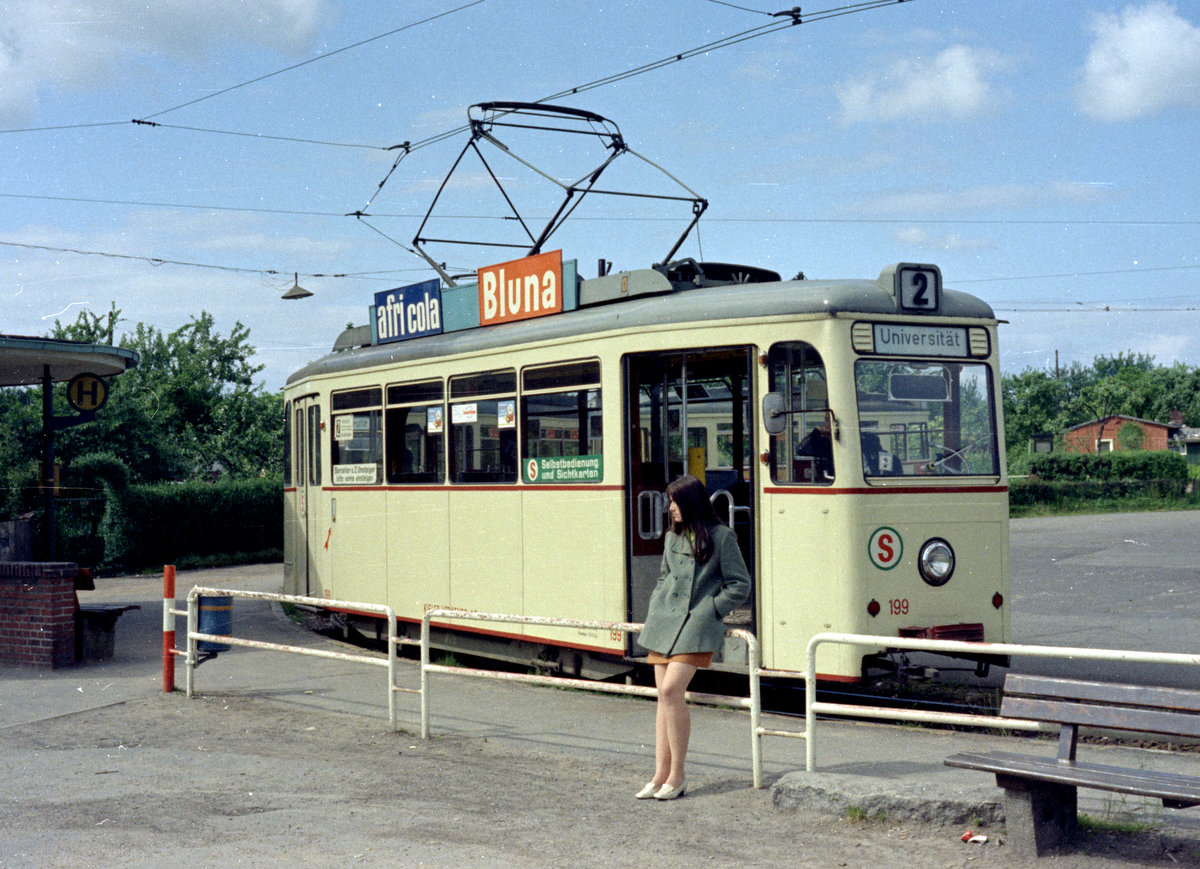
リューベック市電から譲渡された2軸車（1968年撮影）
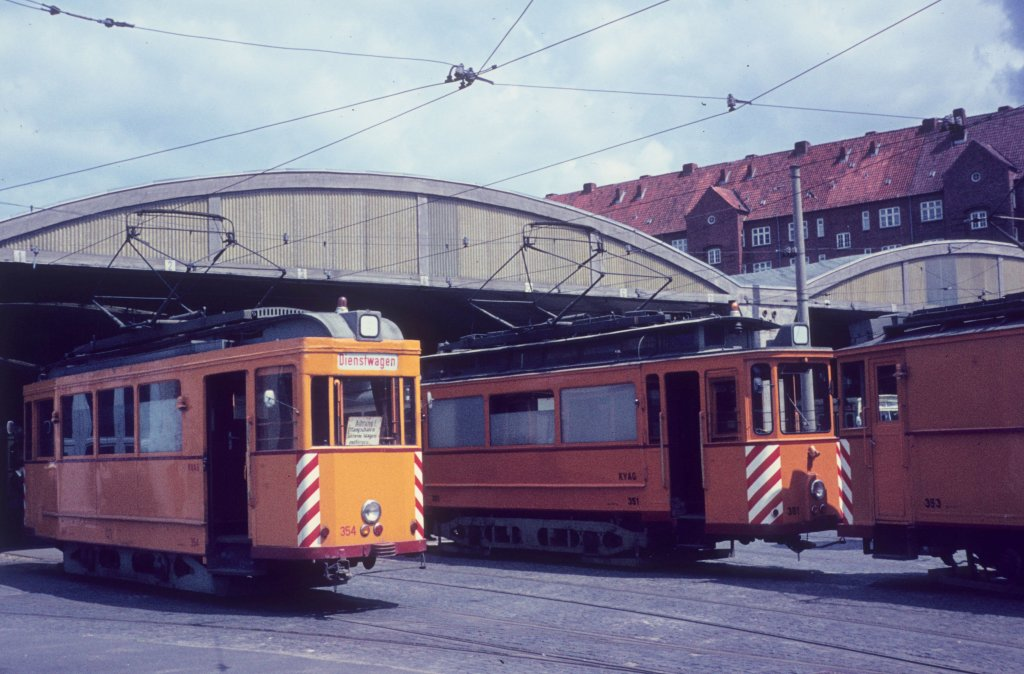
事業用車（1968年撮影）

この時点ではキール市電の存廃についての議論は行われず、路面電車自体が将来性のある公共交通機関と見做されていたが、1963年に7号線が走行していた一部区間が廃止され、系統も2号線に統合されたのを皮切りにキール市電は路線網の縮小を続け、1969年に2号線が廃止になった事で1系統（4号線）を残すのみとなった。そして1977年7月、キール市議会は路面電車の全面廃止を決定し、最後まで残された4号線は1985年5月4日をもって廃止された。
- 廃止当日のキール市電

## 復活への動き
キール市電廃止後の2000年代、キール中央駅を中心としたドイツ鉄道の路線と新規に建設する路面電車路線の間で直通運転を行うトラムトレインを建設するプロジェクト（シュタットレギオバーン・キール）が提案されるようになり、2005年の予備調査を経て2008年から本格的な検討が開始された。だが、多数の反対意見に加え高額な建設費用の問題点もあり、2015年に計画の断念が発表された。
だが、それ以降もキール市内を中心に路線網を広げる利便性の高い公共交通機関の検討は続けられ、バス・ラピッド・トランジット（BRT）も選択肢に加えられていたが、必要となる輸送力や導入コストの安さ、安全性、信頼性などを考慮した結果、2022年10月に路面電車を再度導入することが提案され、翌11月に実施された市議会での投票により正式に復活が決定した。最初の路線は2034年の開通を予定しており、以降2039年までに4つの路線がキール市内に導入される事になっている。